# Chris Bell

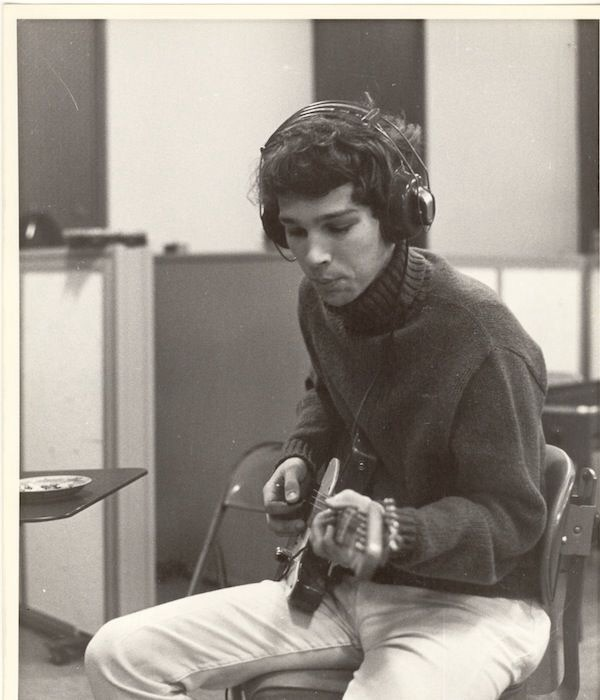
Chris Bell in de Ardent Studio's in Memphis

Christopher Branford Bell (Memphis, 12 januari 1951 – aldaar, 27 december 1978) was een Amerikaanse zanger, gitarist en songwriter en een van de oprichters van de fameuze powerpopband Big Star.

## Biografie
Eind jaren 1960 werkt Bell als geluidstechnicus in de Ardent Studio's in Memphis, waar hij na werktijd demo's van eigen werk opneemt. In 1971 vraagt hij zanger/gitarist Alex Chilton van de uiteengevallen The Box Tops, om samen met bassist Andy Hummel en drummer Jody Stephens Big Star te formeren. Bell en Chilton, Beatles-bewonderaars sinds ze de Fab Four op hun eerste Amerikaanse tour in Memphis hebben zien optreden, hopen als 'Bell/Chilton' het Amerikaanse equivalent van 'Lennon/McCartney' te worden. Big Star, vernoemd naar de supermarkt aan de overkant van National Street waar de Ardent Studio's zijn gevestigd, brengt drie albums uit die door gebrekkige publiciteit en distributie geen commercieel succes worden. Wel zullen ze van grote invloed zijn op vele indiebands en -artiesten, onder wie R.E.M., Elliott Smith, Teenage Fanclub, Wilco, Afghan Whigs, Primal Scream, the Replacements, the dB's, Beck en the Flaming Lips. 
Gefrustreerd over de slechte distributie door Stax die het debuutalbum #1 Record ten deel valt, gecombineerd met de grotere aandacht van de media voor Chilton, verlaat Bell de band in 1972. Het jaar erop neemt hij wel deel aan enkele van de opnamesessies voor het tweede Big Star-album Radio City (1974), waarvan de distributie door het faillissement van Stax evenmin op gang komt. 
In de jaren erna worstelt hij met depressies, alcohol en drugs en twijfels over zijn seksualiteit in combinatie met het christelijk geloof. Een carrière als soloartiest ambiërend, neemt hij in deze jaren onder het mentorschap van zijn broer David wel nog altijd demo's op, onder meer in Frankrijk en Engeland. Ondanks dat onder anderen Beatles-geluidstechnicus Geoff Emerick onder de indruk is van Bells werk, lukt het niet om in Europa een platenlabel geïnteresseerd te krijgen. De single 'I Am the Cosmos' / 'You and Your Friend' verschijnt in 1978 kort voor Bells dood op het kleine New Yorkse Car Records-label van Chris Stamey. De complete demo's zullen postuum worden uitgebracht op het album I Am the Cosmos. 
Chris Bell komt op 27-jarige leeftijd om het leven als hij 's nachts na een bandrepetitie naar huis rijdend de controle over het stuur verliest en met zijn sportwagen tegen een elektriciteitspaal rijdt. De houten paal breekt af en valt op de auto, waarbij Bell ter plekke overlijdt. Vanwege zijn tragische levenswandel in combinatie met postume roem wordt hij wel gerekend tot de 27 club.
AllMusic noemt Chris Bell "one of the unsung heroes of American pop music" en memoreert zijn blijvende invloed: "Despite a life marked by tragedy and a career crippled by commercial indifference, the singer/songwriter's slim body of recorded work proved massively influential on the generations of indie rockers who emerged in his wake."
Het door Bell en Chilton geschreven nummer In the Street wordt vanaf 1998, in uitvoeringen van Todd Griffin en Cheap Trick, gebruikt als themanummer van de televisieserie That '70s Show. 
Zijn leven is gedocumenteerd in de veelgeprezen documentaire 'Big Star: Nothing Can Hurt Me', uitgebracht in 2012 en vertoond op het IDFA-festival in dat jaar.
Bells leven en de carrière van Big Star worden beschreven in het boek 'There Was a Light: The Cosmic History of Chris Bell and the Rise of Big Star' uit 2018 dat is geschreven op basis van interview met Bell, zijn bandgenoten, vrienden, familie en bekende fans.